# Trycherus fryanus
Trycherus fryanus es una especie de coleóptero de la familia Endomychidae.

## Distribución geográfica
Habita en Angola, Congo y Zanzíbar.